# Porto Madeira
Porto Madeira es una localidad caboverdiana del municipio de Santa Cruz.

## Geografía
La localidad está situada en la isla de Santiago.

## Organización territorial
La localidad abarca los lugares y barrios de:
- Belém
- Chã Baixo
- Cruz Cobom Gato
- Cruz de Mulato
- Lém Barbosa
- Lugar Grande
- Pizarra
- Porto Madera Baxu
- Sala
- Tchadinha Baxu
- Telha